# Bliss (fotografie)
Bliss je název fotografie používané jako základní tapeta operačního systému Windows XP. Fotografii pořídil v roce 1996 americký fotograf Charles O'Rear, který fotografii nejprve poslal společnosti Corbis a posléze veškerá práva k fotografii koupil Microsoft.

## Historie

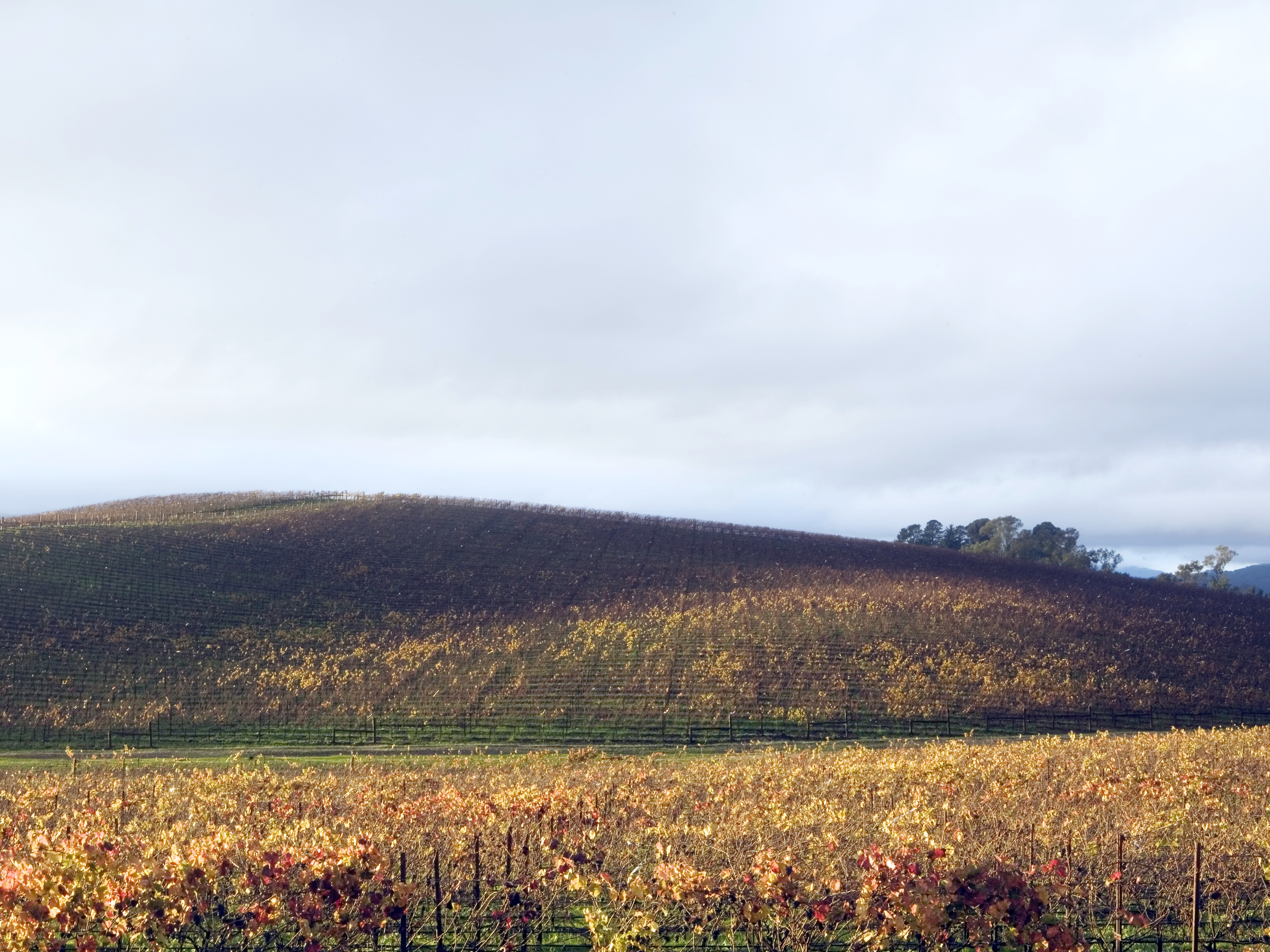
Fotografie pořízená na stejném místě v roce 2006

V lednu 1996 byl bývalý fotograf National Geographic Charles O'Rear na cestě ke své přítelkyni, jako každý pátek odpoledne. Pracovali spolu na knize o vinné révě. Před jeho cestou prošla krajinou bouře, a tak vášnivý fotograf O'Rear vyčkával na příležitost pro zachycení fotografie, kterou by mohl uplatnit do své knihy. Po cestě si všiml neobvyklé hory. Většina hor a kopců v okolí byla pokryta vinicemi, tato ovšem kvůli napadení hory mšičkou révokazem nebyla. O'Rear zastavil, postavil si stativ a vyfotografoval si horu na střední formát.
Jelikož pro tuto fotku nakonec nenašli uplatnění v připravované knize, uvolnil ji O'Rear přes Corbis k dispozici pro použití jakoukoli zúčastněnou stranou, která by byla ochotná zaplatit odpovídající licenční poplatek. V roce 2000 nebo 2001 kontaktoval tým vývojářů Microsoftu O'Reara přes Corbis se zájmem o odkoupení veškerých práv pro používání fotografie jako výchozí tapety operačního systému Windows XP. O'Rear souhlasil, Microsoft mu zaplatil letenku do Seattlu, kam donesl film, a O'Rear podepsal smlouvu.
Microsoft dal fotografii jméno, a udělal z ní klíčovou součást marketingové kampaně na Windows XP. Fotografie byla k vidění na přibližně miliardě počítačů – odhad se opírá o počet kopií softwaru Windows XP.